# Piet Hiemstra
Pieter (Piet) Hiemstra Feddeszoon (Fzn.) (Huins (gem. Baarderadeel), 4 augustus 1878 - De Bilt, 9 januari 1953) was een Nederlands landbouwer, vakbondsman en politicus voor de Sociaal-Democratische Arbeiderspartij.
Piet Hiemstra was een zoon van de landarbeider en koster Fedde Jentjes Hiemstra Jz. en Geertje Freerks Mollema Fz. Hij volgde de lagere school in Huins en herhalingsonderwijs, waarna hij diverse landbouwfuncties vervulde, waaronder kok, boerenknecht, melkknecht en kaasmaker. In zijn vrije tijd was hij voorzitter van de Bond van Zuivelfabrieksarbeiders, waar hij in 1905 een baan kreeg als redacteur-propagandist. Na een fusie van bonden in 1909 werd dat secretaris-propagandist bij de Bond van Arbeiders in de Landbouw, Tuinbouw en Zuivelindustrie, waarvan hij van 1912 tot 1938 voorzitter was. In 1920 reisde hij naar Duitsland en Frankrijk om te komen tot samenwerking, wat datzelfde jaar resulteerde in de oprichting in Amsterdam van de Internationale Federatie van Landarbeidersbonden, waarvan Hiemstra secretaris-penningmeester werd, later vice-voorzitter.
Hiemstra trouwde in 1902 te Leeuwarden met de dienstbode Minke de Wal, welke in 1933 overleed, en in 1934 hertrouwde hij met de 22 jaar jongere Christofina Louisa ter Brugge. Beide huwelijken bleven kinderloos.
Van 1912 tot 1919 was hij lid van de gemeenteraad van Leeuwarden, waar hij in 1917 de eerste sociaaldemocratische bestuurder (wethouder) werd. Daarnaast was hij vanaf 1913 lid van de Provinciale Staten van Friesland. In 1919 zei hij de gemeenteraad en het wethouderschap vaarwel om lid te worden van de Gedeputeerde Staten van Friesland, en zijn provinciale politieke functies zijn hij daarop weer gedag in 1921, toen hij werd verkozen in de Tweede Kamer der Staten-Generaal en hij naar Utrecht verhuisde. Hij was nog wel lid van de Provinciale Staten van Utrecht (1927-1941) en de gemeenteraad van De Bilt (1927-1931), en uiteindelijk was hij nog lid van de Eerste Kamer der Staten-Generaal (1937-1946).
In beide Kamers was Hiemstra landbouw-woordvoerder van de SDAP-fractie, en kreeg hij de bijnaam De Troelstra van de landarbeiders, maar hij hield zich ook bezig met marine-aangelegenheden. In 1922 interpelleerde hij Minister Charles Ruijs de Beerenbrouck over de wijziging in de steunverlening aan werkloze veenarbeiders in Emmen en in 1926 Minister Jan Kan van Binnenlandse Zaken en Landbouw over de werkloosheid in de noordelijke provincies. Ook in 1932 vormde werkverschaffing het onderwerp van een interpellatie, en in 1929 was dat een marinewerf die gesloten dreigde te worden.
- Biografisch Portaal: 02512534
- International Standard Name Identifier: 0000 0003 8922 7692
- Nederlandse Thesaurus van Auteursnamen: 070774218
- Parlement.com: vg09ll1pfhsu
- Virtual International Authority File: 282612612
- WorldCat: E39PBJwthCDGyqjk7XtXbpg3Qq